# Call of Duty: Black Ops 6
Call of Duty: Black Ops 6 est un jeu vidéo de tir à la première personne développé par Treyarch et Raven Software et publié par Activision. Il s'agit du sixième jeu de la série Black Ops, faisant suite à Call of Duty: Black Ops Cold War sorti en 2020, et du vingt-et-unième volet de la série globale Call of Duty. Il est sorti le 25 octobre 2024 sur Windows, PlayStation 4, Xbox One, PlayStation 5 et Xbox Series.

## Système de jeu
Black Ops 6 proposerait une campagne en monde ouvert avec des environnements originaux. Le mode coopératif Zombies devrait également revenir et comporterait deux cartes en mode par manche au lancement, le retour du système « Gobblegum » de Call of Duty: Black Ops III.

## Développement
Le 12 novembre 2023, Windows Central a rapporté qu'une suite de Black Ops Cold War était en développement sous le nom de code « Cerberus ». La suite se déroulerait pendant la guerre du Golfe, avec une histoire centrée sur la Central Intelligence Agency (CIA),.
Semblable à Black Ops Cold War, la campagne serait principalement développée par Raven Software.
L'acquisition par Microsoft d'Activision Blizzard et de ses studios en 2023 a marqué la fin d'un accord d'exclusivité entre Sony et Activision, qui voyait les titres Call of Duty recevoir du contenu et des offres exclusifs sur les plateformes PlayStation. Bien que Microsoft ait conclu un accord similaire avec Activision pour les consoles Xbox avant 2015, le PDG de Microsoft Gaming, Phil Spencer a déclaré qu'à l'avenir, la franchise n'aurait aucun accord d'exclusivité, avec une parité de contenu sur toutes les plateformes prises en charge.
Le 28 mai 2024, Xbox officialise la venue du jeu sur le Xbox Game Pass. Une première bande-annonce est également montrée uniquement en prise de vue réelle, laissant apparaitre des personnages emblématiques de la période de la guerre du Golfe tel que Bill Clinton, George Bush, Margaret Thatcher, le chef d'État-Major des armées US Colin Powell ou bien Saddam Hussein. Le jeux fait également référence à la République turque de Chypre du Nord dans le menu multijoueur.

## Marketing
Le 22 mai 2024, un site Web intitulé « The Truth Lies » a été mis en ligne et publié sur les réseaux sociaux Call of Duty. Le site Web présentait plusieurs clips vidéo réels de monuments mondiaux, tels que le mont Rushmore et la porte de Brandebourg, vandalisés par un groupe de personnes, ainsi que des reportages fictifs sur le vandalisme. Les clips présentaient un logo de chien à trois têtes, qui a été vu pour la première fois dans l'annonce de Microsoft pour le Xbox Games Showcase 2024.
Le 23 mai 2024, plusieurs journaux, tels que USA Today et le New York Post, ont présenté des publicités « The Truth Lies » en première page. Le même jour, Activision a officiellement annoncé Black Ops 6, qui est dévoilé plus complètement le 9 juin 2024 juste après l'événement Xbox Games Showcase,.

## Sortie
Black Ops 6 est sorti le 25 octobre 2024. Le jeu est également disponible sur Xbox Game Pass le jour de sa sortie,.

## Accueil
- Edge : 8/10[13]
- Gamekult : 7/10[14]